# HC Barys Astana
HC Barys Astana (Kazachs: Барыс хоккей клубы), is een professionele ijshockeyclub uit Astana. De club werd opgericht in 1999 en speelt in de Kontinental Hockey League. 